# 长安画像石墓
长安画像石墓俗称三女堆（相传为三国吴大帝孙权第三女葬处），为东汉晚期至三国时期的古墓葬，位于浙江省嘉兴市海宁市长安镇青年路49号海宁中学校园内，仰山书院西侧。1973年春海宁中学扩建操场时发现，当年5月进行发掘清理，为长江以南、东南沿海地区首次发现的画像石墓。

## 墓室结构
墓室为砖石混合券顶结构，方向170度，平面布局为前后二室加甬道，前室两侧附有东西二耳室。墓壁基础及下段用长条形石灰石叠砌，条石之上用砖起券。墓室全长9.56米，宽4米；其中前室长3.13米，内宽3.04米，残高2.9米；后室长3.77米，内宽3.01米，残高3.1米；墓道长1.31米，宽1.72米，高1.6米。

## 出土文物
该墓早年曾被盗，随葬器物保存较少，整理修复后可辨认的器物仅有：灰陶案、钵、奁、樽、盘、盆、勺和耳杯等陶器；男跪拜俑、女抚琴俑、舞俑等泥质灰陶俑；另有青瓷双系罐、四系罐、石猪、五铢钱等文物。

墓内保存有大小共63块珍贵的石刻画像，共刻画像55幅，面积22平方米。只有一幅嵌在墓门楣外侧上方，其余均分布在在前室、耳室及甬道的石砌部位。壁画题材丰富，有车马、宴饮、舞乐、祥瑞、故事等主题，是浙江境内发现的较为罕见的画像石墓。墓内的龟座蟠龙雕柱，为清理当时国内最早的龙柱形象。

## 保护现状
发掘后在墓室上部建保护房，1982年2月列入海宁县级文物保护单位，1989年12月列入浙江省文物保护单位，2013年5月列入第七批全国重点文物保护单位。